# Граф Кланвільям

Герб графів Кланвільям.

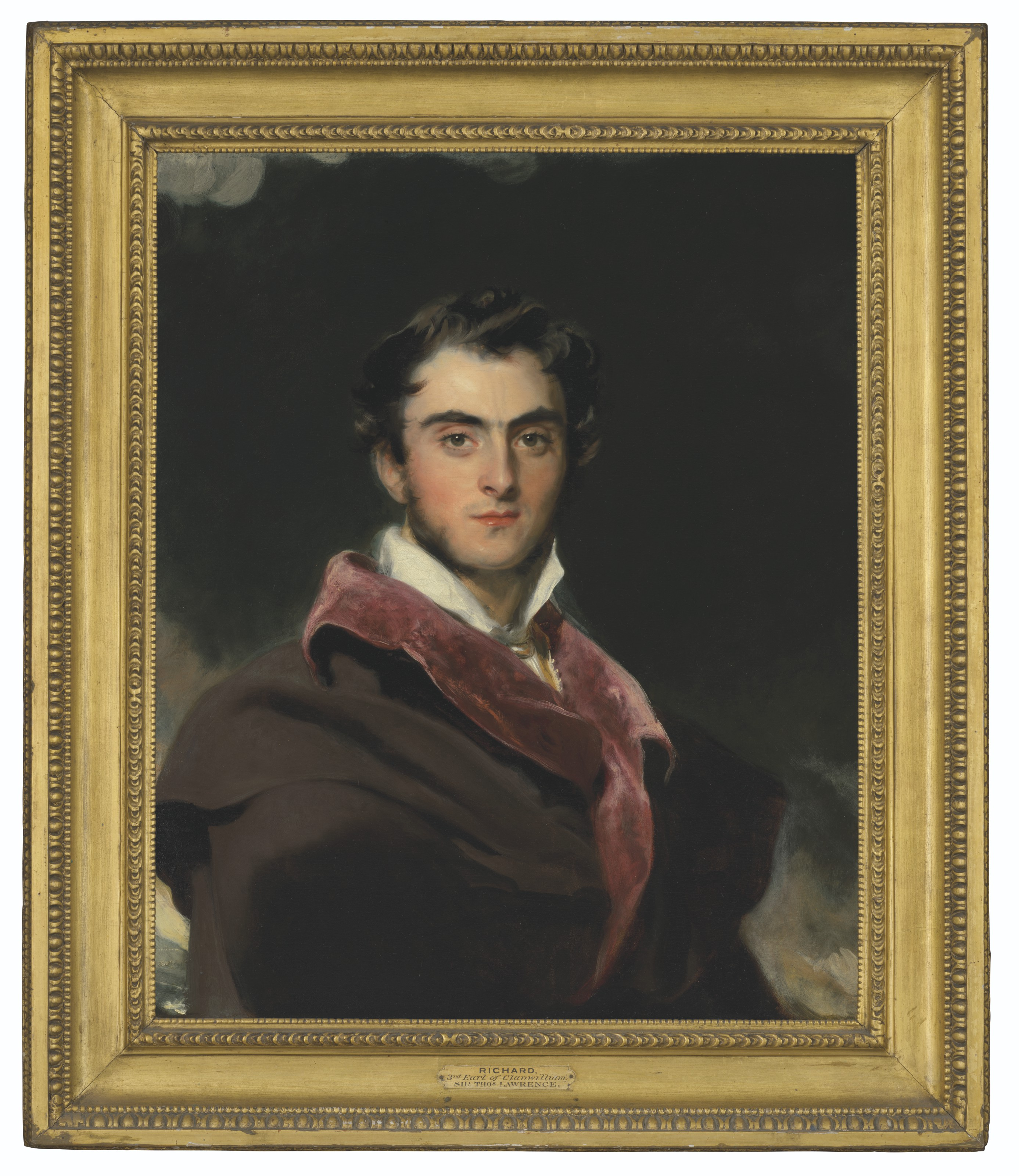
Річард Мід — IІІ граф Кланвільям.

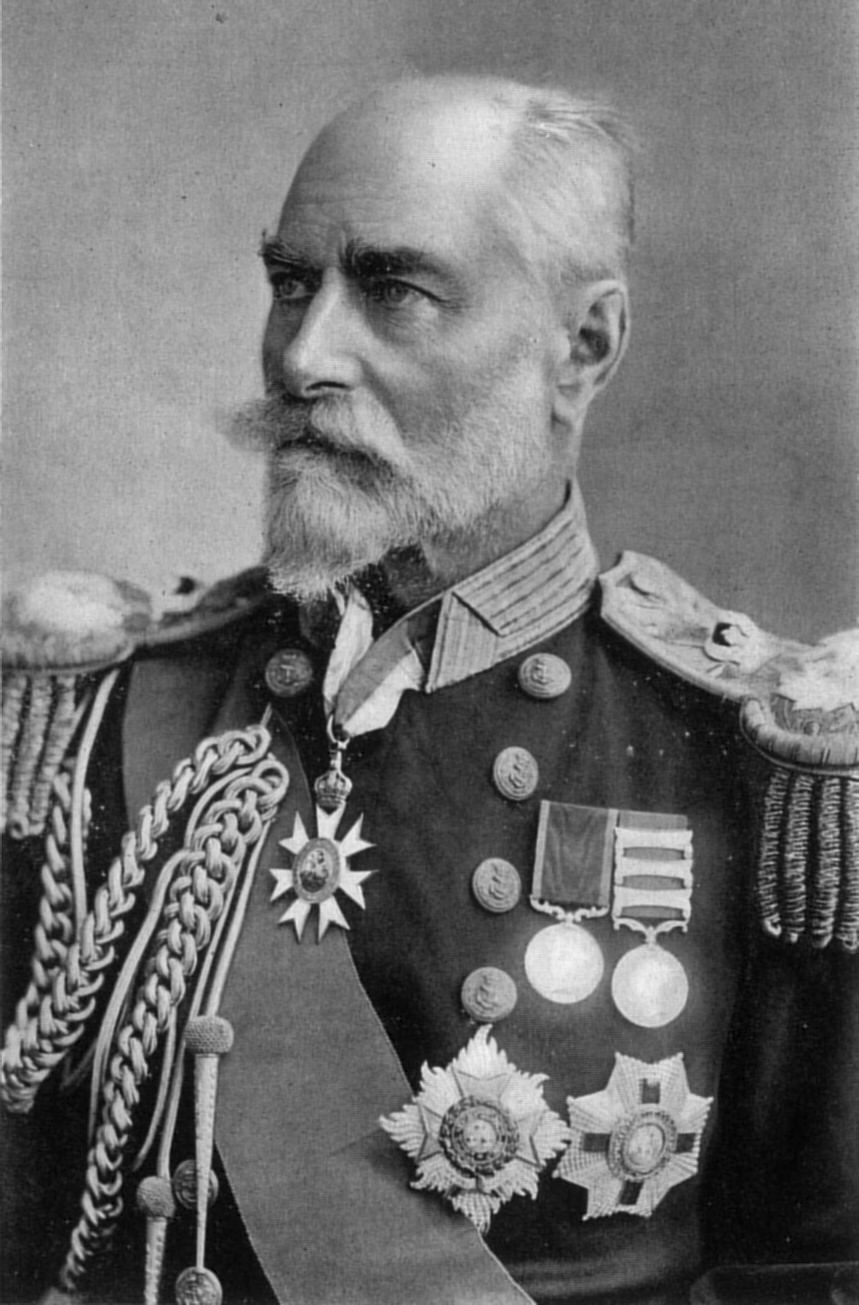
Річард Мід — IV граф Кланвільям.

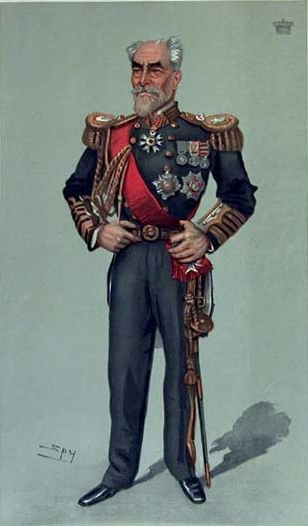
Річард Мід — IV граф Кланвільям. Карикатура із серії «Ярмарок марнославства».

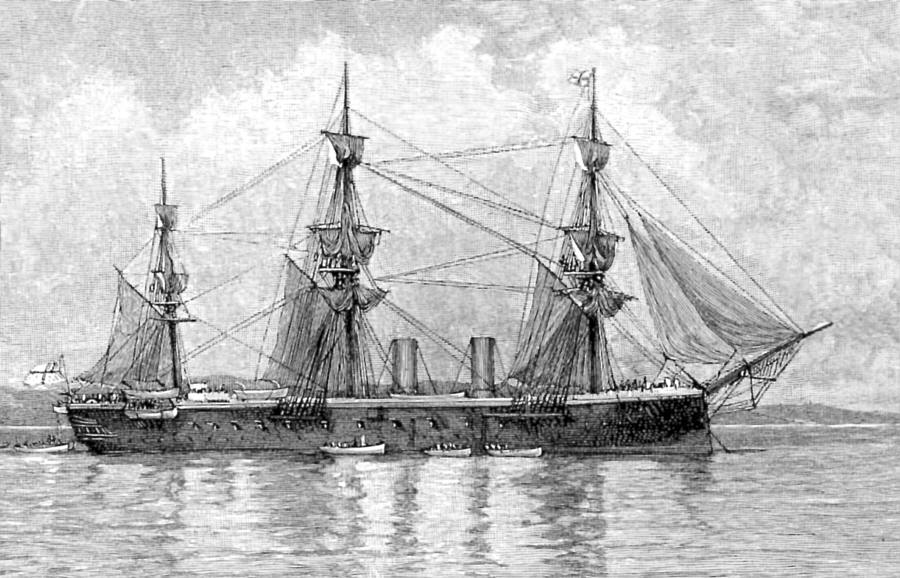
Фрегат «Інконстант» — флагман адмірала Міда.

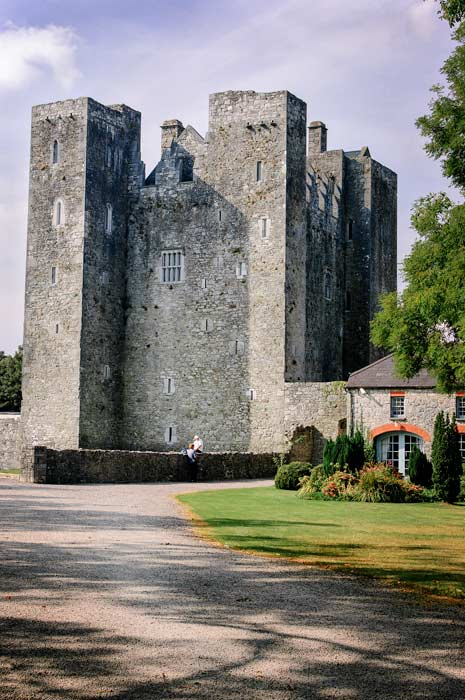
Замок Барріскорт-Кастл.

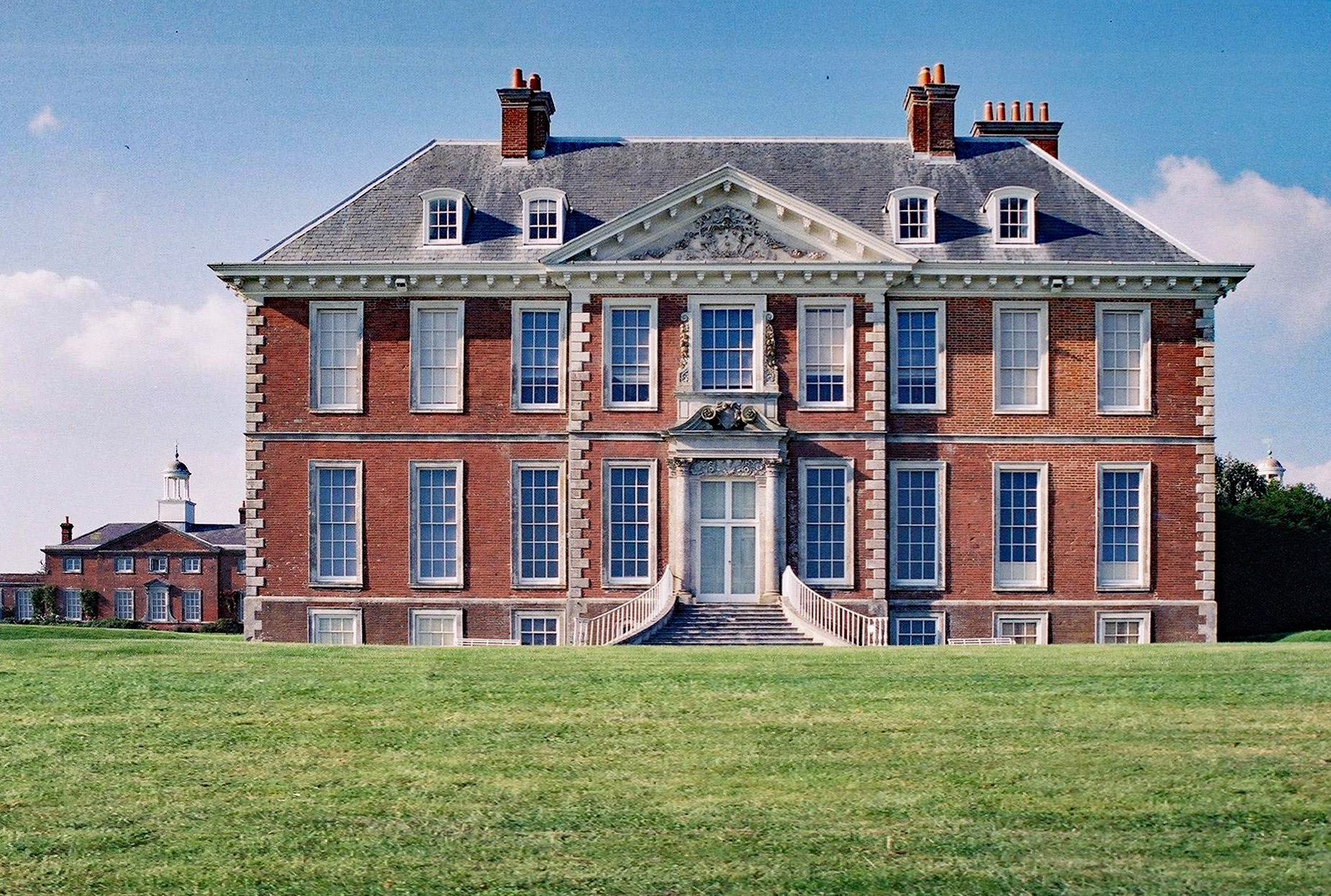
Будинок Аппарк-Хаус, Сассекс.

Граф Кланвільям (англ. — Earl of Clanwilliam) — аристократичний титул в перстві Ірландії.

## Гасло графів Кланвільям
Toujours perst — «Завжди готовий» (фр.)

## Історія графів Кланвільям
Титул граф Кланвільям був створений в перстві Ірландії в 1776 році для Джона Міда — І віконта Кланвільям.
Родина Мід походить від сера Джона Міда (1642—1707), що представляв Дублінський університет та графство Тіпперері в Палаті громад парламенту Ірландії, був генеральним прокурором Джеймса — герцога Йорк. Він був відомим ірландським адвокатом, суддею, політиком. У 1703 році Джон Мід отримав титул І баронета Мід з Баллінтуббер, що в графстві Корк в баронетстві Ірландії. Для свого часу від був винятковим юристом — у нього були відсутні амбіції марнославства та кар'єризму не дивлячись на те, що сучасники вважали його геніальним адвокатом. У питаннях релігії він був толерантним і віротерпимим — не дивлячись на те, що сам він був протестантом, він одружився з католичкою, що в Ірландії було незвичайним і що завдало шкоди його кар'єрі. Він народився в Корк-Сіті, був сином полковника Вільяма Міда та Елізабет Треверс. Він був онуком сера Джона Міда Старшого з Балінтуббера, а через свою бабусю по батьковій лінії — Кетрін Сарсфілд, був правнуком відомого корумпованого судді Домініка Сарсфілда — І віконта Сарсфілд. Один його прадід — Джон Мі або Джон Мід був призначений першим губернатором Корка між 1570 і 1574 роками, а також був обраний депутатом Палати громад парламенту Ірландії як представник Корк-Сіті в парламентах 1559 і 1585 років. Мати сера Джона Елізабет Треверс була дочкою сера Роберта Треверса (помер у 1647) — судді-адвоката Ірландії та депутата Палати громад парламенту Ірландії від Клонакілті, що був убитий у битві під Нокнанус та його другої дружини Елізабет Бойл — дочки Річарда Бойла, архієпископа Туама. Таким чином, Мід був близьким родичем «Великого графа Корка» Річарда Бойла. Його молодша сестра Елеонора стала четвертою дружиною Годвіна Свіфта, дядька й опікуна Джонатана Свіфта, а ще одна його сестра Джоанна, записана як бабуся письменниці Летиції Пілкінгтон. Внаслідок свого третього шлюбу він також споріднився з династією Батлерів, хоча це йому нашкодило — Батлери були католиками. В дитинстві він ходив до місцевої школи в Кінсейлі. У 1658 році він вступив у Трініті-коледж Дубліна, але не отримав ступеня. Він вивчав право в «Грейс-Інн», а потім перейшов до «Кінгс-Інн» в 1668 році. У 1685 році він став королівським радником. У 1682 році він був найнятий короною на судові процеси над низкою католиків у Манстері, де їх судили «за змову проти корони». У 1685 році він був членом суперечливої комісії Ойера і Термінера в графстві Тіпперері, щоб судити низку людей, звинувачених у поширенні неправдивих чуток про майбутню різанину протестантів. Він став генеральним прокурором герцога Йоркського (майбутнього короля Англії Якова II) і головним суддею (сенешалем) палацинського суду Тіпперері. Останній офіс загалом розглядався як синекуру, хоча він там був другим суддею (Майстром Рукописів) Палатинського суду. Мід був прекрасним юристом, але, його мало цікавила кар'єра і він відмовився стати суддею Верховного суду Ірландії, Його цікавила політика. Він був обраний депутатом Палати громад парламенту Ірландії спочатку в Трініті-коледжі в Дубліні в Патріотичному парламенті 1689 року, а потім у Тіпперері і був депутатом до кінця свого життя. Він дещо неохоче пішов депутатом у Парламент Патріотів, але погодився після того, як стало зрозуміло, що Трініті-коледж не буде висувати кандидатуру католика. Не дивлячись на те, що він засідав в Патріотичному Парламенті скинутого короля Якова ІІ, його вважали прибічником нового короля Вільяма ІІІ, тому після його перемоги в 1690 році він уникнув репресій і отримав посаду королівського радника. Він не зміг отримати посаду сержанта Ірландії із-за того що мав дружину католичку, що перешкодило його політичній та урядовій кар'єрі. З цієї ж причини він не отримав посади лорд-канцлера Ірландії. Після падіння Джона Осборна, що часто діяв всупереч уряду Англії йому таки запропонували високі урядові посади в Ірландії, але він відмовився. У 1678 році він був посвячений в лицарі, а в 1703 році став баронетом. Помер у січні 1707 року. Він був багатим землевласником і мав головний маєток у Баллінтуббері. Перший раз сер Джон Мід одружився з Мері Коппінгер — дочкою Джеймса Коппінгера із замку Берріскорт, графство Корк. У них не було дітей. Другий раз сер Джон Мід одружився з Елізабет Редман — дочкою і спадкоємицею полковника Деніела Редмана з Баллілінча, графство Кілкенні і його дружини Абігайл Отвей. Редман був офіцером кромвельської армії, що придбав значні землі в Ірландії у свого зятя капітана Джона Джойнера, що почав свою кар'єру кухарем в родині короля Англії Карла I, а пізніше був мером Кілкенні. У Джона та Елізабет була одна дочка — Елізабет, що вийшла заміж перший раз за сера Ральфа Фрека — І баронета, а вдруге за Джеймса Кінга — IV барона Кінгстон і мала дітей від обох шлюбів. Померла в 1750 році. Втретє сер Джон Мід одружився з Елізабет Батлер в 1688 році. У них було 8 дітей.
Його старший син Пірс успадкував титул і став ІІ баронетом Мід. Але він помер неодруженим в молодості. Титул успадкував його молодший брат Річард, що став ІІІ баронетом Мід. Він став депутатом парламенту і представляв Кінсейл.
Титул успадкував його син Джон, що став IV баронетом Мід. Він був сином сера Річарда Міда — ІІІ баронета Мід і його дружини Кетрін Прітті — дочки Генрі Прітті з Кілбоя. Джон народився за кілька днів до смерті батька. Він успадкував баронетство та маєтки з прибутками близько 10 000 фунтів стерлінгів на рік в графстві Корк, Кілкенні та Тіпперері. У 1764 році він був обраний депутатом Палати громад парламенту Ірландії від Банагера. Він одружився з Теодозією Мегілл — дочкою і спадкоємицею Роберта Гокінса-Мегілла. Завдяки цьому шлюбу він отримав багатий маєток Гілл-Холл, що в Дроморі, графство Даун. У них було 10 дійтей — 5 синів і 5 дочок. Але його марнотратство довело його до банкротства. Величезні кощти він витрачав на азартні ігри, перегони і коханок, що виманювали в нього гроші. Кінчилось тим, що його майно продавали з аукціону. У 1766 році він отримав титул пера Ірландії як барон Гілфорд з Гілфорда, що в графстві Даун та віконт Кланвільям з графства Тіпперері. У 1776 році він отримав титул граф Кланвільям в перстві Ірландії.
Титул успадкував його син Річард Мід, що став ІІ графом Кланвільям. Його висунили кандидатом в депутати в парламент Ірландії в той час як він був за кордоном і його кандидатура була потім знята. 16 жовтня 1793 року він закохався в Кароліну — графиню Тун (19 травня 1769—1800), дочку Марії Вільгельміни фон Тун унд Гогенштайн і одружився з нею. Шлюб з бідною римо-католицькою дворянкою був неприйнятним у його родині. Цей шлюб довів до його розриву з батьками, в той час як маєтки батьків продавались на аукціоні із-за величезних боргів. Його згода була необхідна, щоб почати процес, але оскільки у нього були власні борги та утримання новонародженої дочки, він був змушений погодитися на продаж своєї дідизни. Подружжя повернулося з Ірландії до Відня в 1795 році, де в них народилося троє дітей: Каролін, Річард, Селіна. У 1800 році його батько помер і він успадкував титул графа. Ненадовго він мусив повернутись до Ірландії. Невдовзі померла його дружина. З майна та маєтків він мало що успадкував. Повернувся до Відня. Захопився садівництвом. Під час роботи в саду поранився, отримав зараження крові і помер в 1805 році. Після його смерті двох його дочок виховувала їхня тітка Марія Крістіана та її чоловік Карл Алоїз — князь Ліхновський, а його син виховувався в Англії.
Його син Річард Чарльз Френсіс Хрістіан Мід успадкував титул графа від свого батька в 1805 році і став ІІІ графом Кланвільям коли йому було 10 років. Освіту він здобув в Ітоні. Про нього писав відомий письменник Франсуа Рене де Шатобріан. У молодості він прославився як денді та майстерний оратор, про нього ходили чутки, що він син герцога де Решельє. Він став видатним дипломатом, був особистим секретарем і соратником міністра закордонних справ Великої Британії лорда Каслрі, був заступником державного секретаря із закордонних справ, був послом Великої Британії в Прусії. Свою дипломатичну роботу він почав в 1814 році на Віденському конгресі. Він був першим, хто зустрів вдову лорда Каслрі після його самогубства. Він домігся похорону лорда Каслрі у Вестмінстерському абатстві. Він же дав свідчення про порушення психіки лорда Каслрі за 2 дні до його самогубства. У 1822 році він отримав посаду заступника державного секретаря. Але він залишив цю посаду, щоб стати шеф-кухарем герцога Веллінгтона на Веронському конгресі. Потім він служив послом в Берліні в 1822 — 1827 роках. У 1826 році він був нагороджений Великим хрестом Королівського Гвельфійського Ордену. У 1828 році він отримав титул барона Кланвільям з графства Тіпперері в перстві Об'єднаного королівства Великої Британії та Ірландії. 3 липня 1830 року він одружився з леді Елізабет Герберт (1809—1858) — дочкою Джорджа Герберта — ХІ графа Пембрук. У пари була одна дочка та чотири сини. У 1834 році він отримав ступінь доктора юридичних наук в Оксфорді. У 1847 році отримав почесну посаду капітана замку Діл. Помер в Лондоні в 1879 році. Архів його зберігається в Національній бібліотеці Ірландії.
Титул успадкував його старший син Річард Джеймс Мід, шо став IV графом Кланвільям. Він був адміралом флоту Великої Британії. Як молодший офіцер він брав участь у битві під Ескейп-Крік і в битві під Фатшань-Крік під час кампанії проти китайських піратів. Він також брав участь у битві за Кантон, де був важко поранений під час Другої опіумної війни. Будучи старшим офіцером Річард Джеймс Мід став командиром пароплавного резерву в Портсмуті, командиром ескадрильї та головнокомандувачем ескадрильї Північної Америки та Вест-Індії. Його останнє призначення було на посаді головнокомандувача флоту в Портсмуті. 17 червня 1867 Річард Джеймс Мід одружився з Елізабет Кеннеді (старшою дочкою сера Артура Кеннеді). У них було чотири сини і чотири дочки. У 1881 році він отримав звання віце-адмірала. У 1886 році отримав звання адмірала флоту. Він вийшов у відставку в жовтні 1902 року і помер у своєму будинку Беджмор-Хаус, що поблизу Хенлі-он-Темз від пневмонії 4 серпня 1907 року. Він був похований у сімейному склепі у Вілтоні, графство Вілтшир.
Після його смерті титул успадкував його другий син Артур Весі Мід, що став V графом Кланвільям. Він був відомим офіцером та політиком. Його називали лорд Донор. Він здобув освіту в Ітоні і вступив до королівської кінної гвардії. На початку Другої англо-бурської війни він служив у своєму полку в Південній Африці, ставши капітаном у 1900 році. Він згадувався в депешах, був важко поранений. Потім служив в Індії, повернувся в Англію в 1904 році. Вийшов у відставку, займався своїми маєтками в Ірландії. Коли почалася війна в 1914 році, він повернувся до армії і служив у Франції зі своїм полком з 1915 по 1919 рік з відзнакою, згадувався в депешах і отримав Військовий хрест. Повернувшись до Лондона, він змінив лорда Кінтор на посаді голови клубу «Карлтон». У 1909 році він одружився з Мюріель — дочкою Рассела Стівенсона і вдовою Олівера Говарда. Вона померла в червні 1952 року. У шлюбі були один син і дві дочки.
Титул успадкував його єдиний син Джон Чарльз Едмунд Карсон Мід, що став VI графом Кланвільям. Він був лорд-лейтенантом графства Даун в 1962—1979 роках. У нього було 6 дочок, але не було жодного сина. Титул успадкував його двоюрідний брат Джон Герберт Мід, що став VII графом Кланвільям. Він був другим сином адмірала сера Герберта Мід-Фетерстоунхо, що був третім сином IV графа Кланвільям.
На сьогодні титулом володіє його син Патрік Джеймс Мід, що став VIII графом Кланвільям. Він успадкував титул в 2009 році.
Крім графів Кланвільям відомими людьми родини Мід були наступні діячі. Роберт Мід — другий син І графа Кланвільям отримав звання генерал-лейтенанта британської армії в 1814 році в розпал наполеонівських війн. Джон Мід — третій син І графа Мід був генерал-лейтенантом британської армії. Преподобний Пірс Мід — четвертий син І графа Кланвільям став архідияконом Дромор. Сер Роберт Генрі Мід — другий син ІІІ графа Кланвільям став заступником державного секретаря з питань колоній в 1892—1897 роках. Сер Герберт Мід-Фетерстоунхо — третій син IV графа Кланвільям був адміралом королівського флоту Великої Британії. Його Преосвященство Крістоф — кардинал граф фон Шенборн, архієпископ Відня є нащадком ІІ графа Кланвільям. Кардинал очолює католицьку церкву Австрії.
Родинним гніздом графів Кланвільям є будинок Мід-М'юз у Лондоні та маєток Монталто, що поблизу Баллінахінч, графство Даун.

## Баронети Мід з Баллінтуббера (1703)
- Сер Джон Мід (1642—1707) — І баронет Мід
- Сер Пірс Мід (1693—1711) — ІІ баронет Мід
- Сер Річард Мід (1697—1744) — ІІІ баронет Мід
- Сер Джон Мід (1744—1800) — IV баронет Мід (нагороджений титулом віконт Кланвільям у 1766 році та граф Кланвільям у 1776 році)

## Графи Кланвільям (1776)
- Джон Мід (1744—1800) — I граф Кланвільям
- Річард Мід (1766—1805) — II граф Кланвільям
- Річард Чарльз Френсіс Крістіан Мід (1795—1879) — III граф Кланвільям
- Річард Джеймс Мід (1832—1907) — IV граф Кланвільям
- Артур Весі Мід (1873—1953) — V граф Кланвільям
- Джон Чарльз Едмунд Карсон Мід (1914—1989) — VI граф Кланвільям
- Джон Герберт Мід (1919—2009) — VII граф Кланвільям
- Патрік Джеймс Мід (1960 р. н.) — VIII граф Кланвільям

Спадкоємцем титулу є син нинішнього власника титулу Джон Оніон Максиміліан Мід — лорд Гілфорд (1998 р. н.).